# Charles King (polityk)
Charles Dunbar Burgess King (ur. 12 marca 1875 w Monrovii, zm. 4 września 1961 tamże) – liberyjski polityk pochodzenia kreolskiego z Sierra Leone, członek Prawdziwej Partii Wigów, z ramienia której piastował stanowisko 17. prezydenta Liberii (1920–1930).

## Życiorys
King studiował prawo i rozpoczął pracę zawodową w Sądzie Najwyższym Liberii, później pracował w Departamencie Stanu swojego kraju. Na przełomie wieków, za rządów prezydenta Arthura Barclaya (1904–12), został Prokuratorem Generalnym, a następnie, za Daniela Howarda (1912–20), Sekretarzem Stanu. Uczestniczył w rokowaniach pokojowych kończących I wojnę światową i był jednym z sygnatariuszy traktatu wersalskiego.
Kiedy przebywał na konferencji pokojowej, w maju 1919 roku został wybrany na prezydenta.

### Prezydentura (1920–1930)
King został zaprzysiężony 1 stycznia 1920 roku. Jego dziesięcioletnia kadencja była okresem, w którym miało miejsce wiele przełomowych jak również skandalicznych wydarzeń w historii Liberii.

#### Negocjacje w sprawie pożyczki
Na początku lat 20. XX wieku kryzys finansowy Liberii pogłębił się do takiego stopnia, że prezydent King powołał komisję, która miała się udać do Stanów Zjednoczonych celem reorganizacji długu. Delegacja dotarła do Waszyngtonu w marcu 1921, krótko po zaprzysiężeniu prezydenta Warrena Hardinga. W owym czasie Kongres Stanów Zjednoczonych wstrzymał udzielanie wszelkich pożyczek zagranicznych oraz ich prolongat, jednakże dzięki przychylnemu stanowisku Departamentu Stanu USA podjęto negocjacje, które trwały do października 1921 i zakończyły się przyznaniem przez departament stanu kredytu w wysokości 5 milionów dolarów (około 60 milionów według współczesnej wartości dolara).
Wkrótce potem kwestię pożyczki dla Liberii prezydent Harding poddał pod obrady Kongresu. Kongres przychylił się do prośby, jednakże odrzucił ją Senat, co wywołało obawy liberyjskiej delegacji, czy ich kraj zdoła obronić suwerenność w obliczu ekspansji kolonialnej Brytyjczyków i Francuzów.

#### Firestone Rubber Company
W 1926 amerykańska Firestone Rubber Company rozpoczęła import liberyjskiej gumy na podstawie koncesji wydanej przez gabinet Kinga w tym samym roku, przyznającej firmie 1 milion akrów ziemi na uprawę kauczukowców, surowca do produkcji gumy. Wkrótce gospodarka całego kraju popadła w całkowite uzależnienie od działań korporacji, przez co kraj bywał nazywany "Kolonią Firestone'a" (ang. Firestone Colony). Z drugiej strony dzięki działaniom Amerykanów Liberia wreszcie uzyskała upragnioną pożyczkę 5 milionów dolarów, co pozwoliło rządowi skonsolidować zadłużenie i sfinansować wiele inwestycji publicznych.

#### Wybory prezydenckie 1927 roku
W 1927 roku King ponownie stanął do wyborów, jego przeciwnikiem był Thomas Faulkner. Według oficjalnych danych King otrzymał 600 000 głosów, co było zaskakującym wynikiem, gdyż Liberia w owym czasie posiadała jedynie 15 000 zarejestrowanych wyborców. Wynik ten został zarejestrowany w 1982 roku w Księdze rekordów Guinnessa jako najbardziej sfałszowane wybory w historii.

#### Afera niewolnicza
Po przegranych wyborach Faulkner oskarżył członków Partii Prawdziwych Wigów o zawieranie fikcyjnych umów o pracę z robotnikami i następnie sprzedawanie ich w niewolę. Liga Narodów powołała komisję pod przywództwem brytyjskiego prawnika Cuthberta Christy'ego mającą na celu zbadanie zarzutów Faulknera. Aby zmusić Liberię do umożliwienia pracy komisji, prezydent USA Herbert Hoover zawiesił stosunki dyplomatyczne z tym krajem.
W 1930 roku Liga Narodów opublikowała wyniki dochodzenia pod nazwą "Raportu Christy'ego". Dochodzenie potwierdzało wiele z zarzutów Faulknera, wskazując na uwikłanie w aferę wielu wysoko postawionych członków rządu, w tym wiceprezydenta Allena Yancy'ego. Dowiedziono, że rząd korzystał z pracy przymusowych robotników przy prowadzeniu niektórych inwestycji publicznych (np. dróg w interiorze). U niektórych z plemion panowała też praktyka poddaństwa w gospodarstwie domowym, która też mogła być uznana za formę niewolnictwa.
Według "Raportu Christy'ego":
- Niewolnictwo, jako zjawisko zdefiniowane w Konwencji Antyniewolniczej, nie występowało w Liberii.
- Transporty robotników do Fernando Po oraz Gabonu mogły zostać uznane za działania mające na celu zniewolenie, z powodu sposobu ich przeprowadzania.
- Osoby sprawujące oficjalne stanowiska nielegalnie uczestniczyły w procederze rekrutacyjnym z użyciem Sił Pogranicznych Liberii.
- Nie tylko rząd Liberii czerpał opłaty z przymusowej pracy, ale zamieszane były także firmy zewnętrzne (vide Firestone).

Ze względu na zarzuty, zarówno King, jak i wiceprezydent Yancy podali się do dymisji, chcąc uniknąć impeachmentu oraz procesu.

### Po rezygnacji
King zrezygnował z działalności politycznej i zajął się uprawą kauczukowców na prywatnej plantacji. W latach 40. XX wieku, za czasów prezydentury Williama Tubmana, odzyskał dobre imię i był szanowanym mężem stanu, zajmującym wiele funkcji publicznych. W 1947 został liberyjskim ministrem pełnomocnym w Waszyngtonie, a później pierwszym przedstawicielem Liberii w Organizacji Narodów Zjednoczonych. W 1952 roku definitywnie wycofał się z polityki. Był aktywnym członkiem Kościoła episkopalnego oraz masonem. Zmarł 4 września 1961 roku.